# Helmut Hatzfeld
Pour les articles homonymes, voir Hatzfeld (homonymie).
Helmut Anthony Hatzfeld, né le 4 novembre 1892 à Bad Dürkheim, mort le 18 mai 1979 à Washington, D.C., est un romaniste et philologue germano-américain.

## Travaux
- Über die Objektivierung subjektiver Begriffe im Mittelfranzösischen : Ein Beitrag zur Bedeutungslehre,  Diss. München 1915
- Von Freund und Feind, München 1917
- Das zauberkundige Schneiderlein nebst zwei anderen Märchen aus dem Italienischen nacherzählt, München 1921
- Paul Claudel und Romain Rolland. Neufranzösische Geistigkeit, München 1921
- Einführung in die Sprachphilosophie, München 1921
- Jean-Jacques Rousseau, München 1922
- François Rabelais, Leipzig 1923
- Der französische Symbolismus, München 1923
- Führer durch die literarischen Meisterwerke der Romanen, München 1923
- Über Bedeutungsverschiebung durch Formähnlichkeit im Neufranzösischen : eine semasiologisch-lexikographische Studie, München 1924
- Die französische Renaissancelyrik, München 1924
- Don Quijote als Wortkunstwerk, Heidelberg 1927 (Preis Isidre Bonsoms; span. Madrid 1949; 1966)
- (avec Victor Klemperer et Fritz Neubert) Die romanischen Literaturen von der Renaissance bis zur Französischen Revolution, Potsdam 1926
- Leitfaden der vergleichenden Bedeutungslehre: eine Zusammenstellung charakteristischen semasiologischen Beispielmaterials aus den bekanntesten Sprachen, München  1928
- La investigación estilística en las literaturas románicas, Buenos Aires 1932
- Religiöser Aufbruch im geistigen Frankreich von heute, Freiburg 1933
- Observaciones sobre pensamiento y lenguaje del superrealismo en Francia, Buenos Aires 1951
- Literature through art: a new approach to French literature, New York 1952; Chapel Hill 1969
- A critical bibliography of the new stylistics applied to the Romance literatures, Chapel Hill 1953; 1966 (span. 1955)
- Estudios literarios sobre mística española, Madrid 1955; 1968
- Trends & styles in twentieth century French literature, Washington 1957
- Initiation à l'explication de textes français, München 1957
- (mit Yves Le Hir) Essai de bibliographie critique de stylistique française et romane, Paris 1961

Prix Saintour de l'Académie française en 1962
- Estudios sobre el Barroco, Madrid 1964; 3. Auflage 1972
- Saggi di stilistica romanza, Bari 1967
- Don Quijote, Darmstadt 1968
- Santa Teresa de Avila, New York 1969
- Analisi e interpretazioni stilistiche, Bari 1971
- Rococo; eroticism, wit, and elegance in European literature, New York 1972
- Estudios de literaturas románicas, Barcelona 1972
- Explicación de textos literarios, Sacramento 1973
- Romanistische Stilforschung, Darmstadt 1975
- Estudios de estilística, Barcelona 1978